# بوغارت (جورجيا)
بوغارت (بالإنجليزية: Bogart, Georgia)‏ هي بلدة تقع في مقاطعة أوكوني، جورجيا, مقاطعة كلارك، جورجيا بولاية جورجيا في الولايات المتحدة. تبلغ مساحتها 6.2 (كم²)، وترتفع عن سطح البحر 253 م، بلغ عدد سكانها 1034 نسمة في عام 2010 حسب إحصاء مكتب تعداد الولايات المتحدة وتصل الكثافة السكانية فيها 169.2 نسمة/كم2.

## وصلات خارجية
- The US50 - Cities and Towns in Georgia State
- Georgia Cities and Towns, Facts, Map, Flag, Colleges, Government, and More